# Hoya thomsonii
Hoya thomsonii är en oleanderväxtart som beskrevs av J. D. Hooker. Hoya thomsonii ingår i släktet Hoya och familjen oleanderväxter. Inga underarter finns listade i Catalogue of Life.